# 1855 en littérature
| Années de la littérature : 1852 - 1853 - 1854 - 1855 - 1856 - 1857 - 1858    |
| Décennies de la littérature : 1820 - 1830 - 1840 - 1850 - 1860 - 1870 - 1880 |

Cet article présente les faits marquants de l'année 1855 en littérature.

## Événements
- Théophile Gautier travaille pour le Moniteur universel jusqu’en 1868.

## Publications

### Essais
- Les rapports esthétiques de l’art et de la réalité de Nikolaï Tchernychevski.
- Histoire du Consulat et de l’Empire (20 vol.) de Adolphe Thiers (1840-1855).
- Histoire de la Russie de Lamartine.
- Les Beaux-arts en Europe, recueil de critiques d’art de Théophile Gautier.
- Ouvriers européens. Études sur les travaux, la vie domestique et la condition morale des populations ouvrières de l’Europe, de Frédéric Le Play.

### Poésie
- 1er juin : Le poète Charles Baudelaire publie en première impression Les Fleurs du mal dans le fascicule de la Revue des Deux Mondes.
- 4 juillet : Le poète américain Walt Whitman publie Leaves of Grass (Feuilles d'herbe).
- 10 novembre : Le Chant de Hiawatha est publié par le poète américain Henry Longfellow.

- Dieu, recueil de vers de Victor Hugo publié en 1891.

### Romans
- Honoré de Balzac :
  - Les Petits Bourgeois
  - La Famille Beauvisage, troisième partie d’un roman inachevé, le Député d'Arcis.
  - Les Paysans laissé inachevé, publié à titre posthume et terminé par sa veuve Évelyne de Balzac, (Ewelina Hańska).
- Giovanni Ruffini : Il dottor Antonio.
- Herman Melville : Israël Potter.
- William Makepeace Thackeray : The Newcomes.
- Elizabeth Gaskell : Nord et Sud.
- Stendhal : Chroniques italiennes,  recueil de nouvelles.
- Jules Verne : Un hivernage dans les glaces, nouvelle.

### Récits autobiographiques
- George Sand : Histoire de ma vie, recueil épistolaire.
- Alexandre Herzen : Passé et Pensées, autobiographie dont l'essentiel est publié en anglais et allemend ; la version française le sera en 1860.

## Théâtre
- Eugène Labiche : La Perle de la Canebière

## Principales naissances
- 21 février : Paul Lahargou, religieux, professeur et écrivain français.
- 21 mai : Émile Verhaeren, poète belge
- 16 juillet : Georges Rodenbach, écrivain et poète belge

## Principaux décès
- Dans la nuit du 25 au 26 janvier, le poète et traducteur Gérard de Nerval (47 ans), est retrouvé pendu à une grille de la rue de la Vieille-Lanterne, à Paris.
- 31 mars : Charlotte Brontë, romancière anglaise, 38 ans.
- Mihály Vörösmarty, écrivain romantique hongrois (° 1800).
- Per Daniel Amadeus Atterbom, poète romantique suédois (° 1790).
- Søren Kierkegaard, théologien et penseur danois (° 1813).